# Benoît Biteau
Benoît Biteau (nascido em 7 de abril de 1967 em Royan) é um político francês eleito membro do Parlamento Europeu em 2019.